# Escola Técnica do Vale do Itajaí
A Escola Técnica do Vale do Itajaí (ETEVI) é um instituição de ensino médio mantida pela Fundação Universidade Regional de Blumenau, na cidade de Blumenau, estado de Santa Catarina. Atualmente, a escola conta com mais de 550 alunos e proporciona ambiente universitário com acesso às pesquisas em andamento na FURB.

## História
No ano de 1974, a FURB resolve efetuar um estudo sobre a viabilidade da implantação de um curso de qualificação de mão-de-obra para o setor primário. Os levantamentos e estudos realizados evidenciaram a possibilidade de implantação do curso técnico em agropecuária. Partindo dessa constatação, foi criada a Escola Técnica de Agropecuária do Vale do Itajaí. Em outubro de 1974, a Cia. Souza Cruz doou à FURB o campo experimental, com 86.100 m², situado no município de Gaspar. O curso técnico em agropecuária foi implantado somente seis anos depois, devido a problemas de ordem financeira. O campo experimental foi utilizado para o desenvolvimento das atividades práticas dos alunos do curso: hortaliças, culturas anuais, pecuária e fruticultura.
Em 1981, a escola passa a se chamar Escola Técnica do Vale do Itajaí. A necessidade de ampliação permitiu a implantação de novos cursos técnicos para atender à demanda da comunidade. Foram criados os cursos de técnico em estatística, técnico em desportos e técnico em processamento de dados. Desses, somente o último foi efetivamente implantado. O reconhecimento da ETEVI deu-se no ano de 1986, através da portaria 390/86. No mesmo ano, foi criado o curso técnico em eletrônica digital e o curso colegial, este último, equivalente ao ensino médio. I curso técnico em agropecuária passa a ter baixa demanda e é desativado em 1990.
No ano 2000 é alterada a linha pedagógica e a escola inicia um processo de internacionalização, para que os alunos participem de intercâmbios através de convênios com escolas de diversos países. A partir de 2001, a ETEVI encerra a oferta de cursos técnicos, permanecendo somente o ensino médio.[carece de fontes?]